# Михайло Щука
Михайло Щука (пол. Michał Szczuka біл. Міхал Шчука) (народився орієнтовно в 17 столітті — помер десь в листопаді 1709 року)— шляхтич дворянського кола-герба Грабе з роду Щук. Державний діяч Великого князівства Литовського, тракайський тивун, депутат Трибуналу Скарбниці (прототип Казначейства) з 1703 року, каштелян Мінський (1701–1709).

## Короткі відомості
Михайло Щука був з дворянського роду Щук гербу Грабе. Йому замолоду була уготована участь в облаштуванню рідної округи. Цей дворянин пройшов усіма щабелями чиновницької королівської служби: від містечкового представника-очільника та тракайського писаря (згодом тивуна) до депутата Трибуналу Скарбниці та королівського намісництва (в 1701 роцу каштелянство в Мінську). Вісім років провів на цій посаді (один з найдовший термінів) до смерті в листопаді 1709 року.